# 12325 Bogota
12325 Bogota è un asteroide della fascia principale. Scoperto nel 1992, presenta un'orbita caratterizzata da un semiasse maggiore pari a 2,2389352 UA e da un'eccentricità di 0,0802731, inclinata di 4,75708° rispetto all'eclittica.